# Tom Yam Pla Chawn
Tom Yam Pla Chawn é uma sopa de peixe ácida e picante, típica da culinária da Tailândia. O peixe utilizado é vulgarmente chamado “cabeça-de-cobra”, um membro dos Channidae (peixes de água doce, muito apreciados na gastronomia do sueste da Ásia. Em água fervente, coloca-se a citronela (chá-príncipe), folhas de lima e chalotas assadas e, a seguir o peixe cortado em postas. Quando o peixe estiver cozido, junta-se pasta de tamarindo, suco de meia lima e molho de peixe. Quando estiver pronto junta-se cebolinha, eryngo (Eryngium foetidum ou coentro-bravo) e malaguetas vermelhas fritas. 